# Snuppy
Snuppy est le premier chien conçu par clonage. Il est le résultat d'un travail dirigé par  Hwang Woo-suk à l'université nationale de Séoul (Seoul National University - SNU) en Corée du Sud.  Né le 24 avril 2005, Snuppy est, comme son père Tai, un lévrier afghan. Son nom, contraction de "SNU" et "puppy" (petit chiot), fait référence au personnage de comics Snoopy.
Hwang Woo-suk a également rapporté, plus tard en 2005, avoir cloné avec une efficacité exceptionnelle des cellules souches humaines. Un vif débat a fini par démontrer que ces résultats avaient été falsifiés, jetant rétrospectivement un doute sur la vraie nature de Snuppy. La commission d'enquêtes coréenne créée autour de ces évènements ainsi qu'une étude conduite au NIH ont écarté définitivement toute suspicion concernant les origines clonées du jeune chien.